# Herbert Plumer, 1. viscount Plumer
Herbert Charles Onslow Plumer (født 13. marts 1857 i Devon on March, død 16. juli 1932) af titel baron of Messines and of Bilton og siden 1. viscount Plumer var en engelsk feltmarskal.
Han blev officer ved infanteriet i 1876, oberst i 1900, generalmajor i 1902, generalløjtnant i 1908, general i 1915 og feltmarskal i 1919. Han blev adlet i 1906. Plumer deltog med udmærkelse i krigen i Sydafrika 1899–1902, hvorunder han som chef for en kolonne bidrog til Mafekings befrielse, var derefter brigade- og fordelingschef samt (fra 1911) generalbefalhavende i hjemlandet, ledede i 1915-1917 under 1. verdenskrig 2. armé (i Flandern), derpå fra november 1917 til marts 1918 14. armé (på den italienske front) og så atter 2. armé (i Flandern) til krigens afslutning, da han som belønning for udførte tjenester fik titel af baron og en belønning på 30.000 £. Fra december 1918 til april 1919 var han chef for den britiske armé ved Rhinen og derefter til 1924 guvernør og øverstbefalende på Malta. Fra juli 1925 til 1928 var Plumer high commissioner i Palæstina.